# Trinickeldisulfid
Trinickeldisulfid ist eine chemische Verbindung aus der Gruppe der anorganischen Verbindungen des Nickels aus der Gruppe der Disulfide.

## Vorkommen
Trinickeldisulfid kommt natürlich in Form des Minerals Heazlewoodit vor.

## Gewinnung und Darstellung
Trinickeldisulfid kann durch Reaktion von Nickel(II)-sulfid mit Sauerstoff gewonnen werden.
{\displaystyle \mathrm {3\ NiS+O_{2}\longrightarrow Ni_{3}S_{2}+SO_{2}} }
Es kann auch durch Reaktion von Nickel mit Schwefeldioxid oder Nickelsulfat gewonnen werden.
{\displaystyle \mathrm {7\ Ni+SO_{2}\longrightarrow Ni_{3}S_{2}+4\ NiO} }
{\displaystyle \mathrm {9\ NiS+2\ NiSO_{4}\longrightarrow Ni_{3}S_{2}+8\ NiO} }

## Eigenschaften
Trinickeldisulfid ist ein grauer, nicht brennbarer Feststoff, der praktisch unlöslich in Wasser ist. Er zersetzt sich bei Erhitzung. Er besitzt ein trigonales Kristallsystem mit der Raumgruppe R32 (Raumgruppen-Nr. 155). Ab 556 °C liegt es in einer Hochtemperaturmodifikation mit kubischer Kristallstruktur vor.

## Verwendung
Trinickeldisulfid kann als Katalysator verwendet werden.